# Diplogaster andrassyi
Diplogaster andrassyi is een rondwormensoort uit de familie van de Diplogasteridae. De wetenschappelijke naam van de soort is voor het eerst geldig gepubliceerd in 1961 door Timm.